# Ґаць-Варцька
Ґаць-Варцька (пол. Gać Warcka) — село в Польщі, у гміні Варта Серадзького повіту Лодзинського воєводства.
Населення — 89 осіб (2011).
У 1975-1998 роках село належало до Серадзького воєводства.

## Демографія
Демографічна структура станом на 31 березня 2011 року:
|          | Загалом | Допрацездатний вік | Працездатний вік | Постпрацездатний вік |
| -------- | ------- | ------------------ | ---------------- | -------------------- |
| Чоловіки | 42      | 12                 | 27               | 3                    |
| Жінки    | 47      | 5                  | 28               | 14                   |
| Разом    | 89      | 17                 | 55               | 17                   |